# Simone Valère
Pour les articles homonymes, voir Valère.
Simone Gondolf, dite Simone Valère, née le 2 août 1921 dans le 10e arrondissement de Paris et morte le 11 novembre 2010 à Roinville-sous-Dourdan, est une actrice française, figure marquante du renouveau théâtral de l'après-guerre aux côtés de son compagnon puis époux Jean Desailly.
Elle fait carrière avec lui dans la compagnie Renaud-Barrault, avant de fonder, toujours avec lui, la compagnie Valère-Desailly.
Elle a également tourné au cinéma, notamment dans La Beauté du diable et Le Franciscain de Bourges.

## Biographie
Simone Gondolf est née le 2 août 1921 à Paris. Ses parents divorcent et elle passe une grande partie de sa jeunesse chez sa tante, Mme Lafrenne (la sœur de son père), à Arnouville, rue de Bordeaux. Elle fréquente l’école de filles du quartier de la Gare (école Casanova actuellement). À l’âge de 17 ans, elle fait sa première apparition au cinéma. Elle débute au théâtre Hébertot, en 1942, dans une pièce intitulée « Mademoiselle Bourrat » et dont l’histoire se passe dans un village nommé « Valère ». Elle prend ce nom comme pseudonyme. Elle joue ensuite dans Une jeune fille savait, d'André Haguet, sur la scène des Bouffes-Parisiens.
Simone Valère  rencontre Jean Desailly sur le tournage en 1942 du film Le Voyageur de la Toussaint (sorti en 1943) de Louis Daquin, alors qu'il était pensionnaire de la Comédie-Française et marié à Nicole Desailly (pseudonyme de Ginette Nicolas).
En 1946, elle entre avec lui dans la compagnie Renaud-Barrault. Elle y interprète Shakespeare, Kafka, Marivaux, Giraudoux, en passant par Molière, Ionesco et en créant la « Vie Parisienne » d’Offenbach.

### Carrière au théâtre
Elle fait l'essentiel de sa carrière au théâtre, le plus souvent près de son compagnon. Avec Madeleine Renaud et Jean-Louis Barrault, les deux comédiens sont un des couples les plus célèbres du théâtre français. Simone Valère et Jean Desailly jouent 450 fois leur pièce fétiche, L'Amour fou ou la première surprise, d'André Roussin, et mettent leur talent au service des plus grands auteurs dramatiques dont Molière (Le Misanthrope, Amphitryon, Les Fourberies de Scapin), Shakespeare (Comme il vous plaira  - elle incarne Rosalind -), (Hamlet - elle joue Ophélie -), Tchekhov (La Cerisaie), Beaumarchais (Le Mariage de Figaro), Claudel (Le Soulier de satin).
Après l'éclatement de la Compagnie Renaud-Barrault au lendemain de mai 68, Simone Valère et Jean Desailly décident de voler de leurs propres ailes et créent la compagnie Valère-Desailly. Ils prennent tout d'abord la direction du Théâtre Hébertot (1973-1976) où elle joue des pièces de F. S. Fitzgerald, Shaw, Roussin, Claudel, Beckett et aussi des spectacles poétiques : Portrait de Péguy, Portrait de La Fontaine.
Ils dirigent ensuite le Théâtre Edouard VII, où, deux saisons durant, ils se dépensent sans compter pour défendre un répertoire qui leur était cher, de Jean Giraudoux avec Amphitryon 38, à Henrik Ibsen avec Un Ennemi du peuple.
En 1978, elle joue au Théâtre Marigny Le Cauchemar de Bella Manningham de Frédéric Dard, dans une mise en scène de Robert Hossein.
En 1980, ils s'installent au Théâtre de la Madeleine. Ils y jouent ensemble notamment dans Arsenic et vieilles dentelles, de Kesselring, Port-Royal, de Montherlant, La Cerisaie, de Tchekhov et un Le Long Voyage vers la nuit, de Eugene O'Neill. C'est là qu'ils fêtent, en 2001, leurs soixante ans de scène en interprétant un couple vieillissant dans La Maison du lac, d'Ernest Thompson. Ils en conservent le bail jusqu'en 2002.

### Carrière au cinéma
La beauté discrète et le charme très parisien de Simone Valère, la finesse de son humour et la justesse de son jeu n'ont pas échappé aux metteurs en scène de cinéma. Elle fait sa première apparition sur les écrans dès l'âge de dix-sept ans, dans quatre films sortis en 1941 : Annette et la dame blonde, de Jean Dréville, Mam'zelle Bonaparte, de Maurice Tourneur, Le Dernier des six, de Georges Lacombe, et Premier rendez-vous, d'Henri Decoin.
Elle tient des rôles de jeune première dans Le Voyageur de la Toussaint (1942), de Louis Daquin, Manon (1948), d'Henri-Georges Clouzot, La Beauté du diable (1950), de René Clair, puis poursuit sa carrière cinématographique avec des rôles de second plan dans Les Grandes Manœuvres (1955), de René Clair, Germinal, (1962), d'Yves Allégret, Un flic (1971), de Jean-Pierre Melville, L'Assassinat de Trotsky (1972), de Joseph Losey,.
Elle tourne avec Jean Desailly dans plusieurs films : Le Voyageur de la Toussaint, de Louis Daquin (1943) (ils ne sont pas encore en couple dans la vie), La revanche de Roger la honte, d'André Cayatte (1946), Jocelyn, de Jacques de Casembroot (1952) (adaptation à l'écran du drame romantique de Lamartine), Les Grandes Manœuvres, de René Clair (1955) (où ils n'ont toutefois aucune scène commune), Le Chevalier d'Éon, de Jacqueline Andry (1959) (sous les traits de Louis XV et La Pompadour), L'Année du Bac, de Maurice Delbez et José-André Lacour (1964) (où ils forment un couple de parents), Le Franciscain de Bourges, de Claude Autant-Lara (1967), L'Assassinat de Trotsky, de Joseph Losey (1972) (où ils sont mari et femme).
Elle fait sa dernière apparition à l'écran en 1988, dans Équipe de nuit, de Claude d'Anna.

### Carrière à la télévision
Simone Valère apparaît sur le petit écran dans les téléfilms dramatiques La répétition ou l'amour puni (1958), de Jean-Paul Carrère, et Maigret et la dame d'Étretat (1979), de Stéphane Bertin.

### Vie privée
Elle rencontre Jean Desailly en 1942 sur le tournage du film Le Voyageur de la Toussaint (sorti en 1943) mais c'est lors de la tournée de la compagnie Renaud-Barrault au Brésil en 1950 qu'ils unissent leurs vies pour toujours tant à la ville que sur scène. Après 48 ans de vie commune, ils se marient le 9 février 1998 à la mairie du 6e arrondissement de Paris. Elle choisit de ne pas avoir d’enfants en raison de la vie itinérante que mène son couple. Jean Desailly a toutefois deux filles de son premier mariage avec la comédienne Nicole Desailly (née Ginette Nicolas). Il meurt le 11 juin 2008.

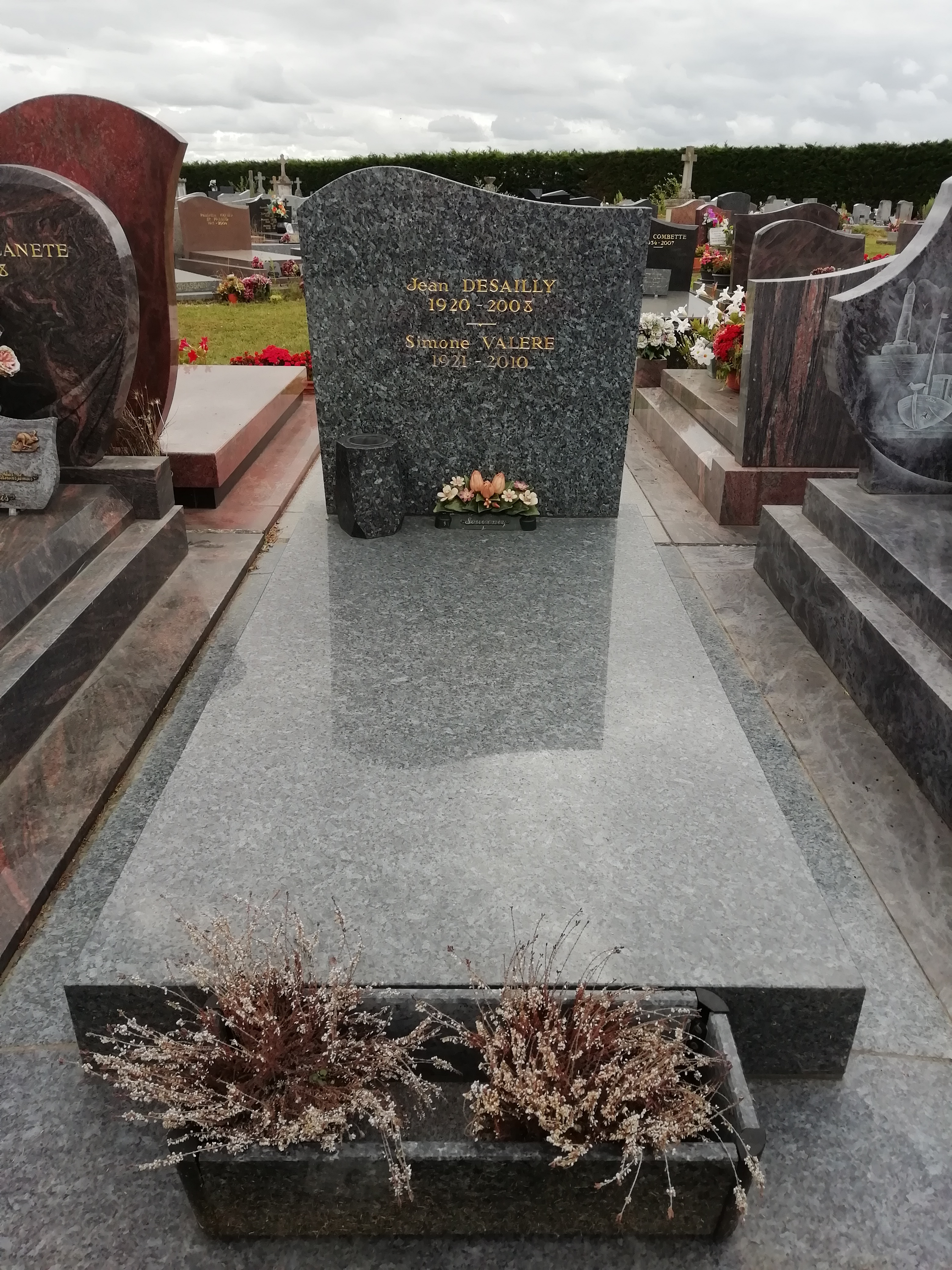
Tombe de Jean Desailly et Simone Valère au cimetière de Vert-le-Petit.

Simone meurt le matin du 11 novembre 2010 à Roinville-sous-Dourdan, dans l'Essonne, dans la maison de retraite « Les Jardins de Roinville ». Elle repose auprès de Jean à Vert-le-Petit dans l'Essonne.

## Filmographie

### Cinéma
- 1941 : Premier rendez-vous de Henri Decoin : une pensionnaire de l'orphelinat
- 1941 : Le Dernier des six de Georges Lacombe : rôle non crédité
- 1942 : Mam’zelle Bonaparte de Maurice Tourneur : Valentine (rôle non crédité)
- 1942 : Annette et la Dame blonde de Jean Dréville : Lucette
- 1942 : Pontcarral, colonel d'Empire de Jean Delannoy : Blanche de Mareilhac
- 1943 : Les Roquevillard de Jean Dréville : Jeanne Sassenay
- 1943 : Le Voyageur de la Toussaint de Louis Daquin : Alice Lepart
- 1945 : Le Cavalier noir de Gilles Grangier : Lison
- 1945 : La Fiancée des ténèbres de Serge de Poligny : Dominique
- 1945 : L'Extravagante Mission de Henri Calef : Peggy
- 1945 : La Route du bagne de Léon Mathot : Jacqueline
- 1946 : La Revanche de Roger la Honte d'André Cayatte : Suzanne Laroque
- 1948 : Le Cavalier de Croix-Mort de Lucien Ganier-Raymond : Lucile
- 1948 : La Vie en rose de Jean Faurez : Simone
- 1949 : Deux amours de Richard Pottier  ! Antoinette
- 1949 : Manon d'Henri-Georges Clouzot : Isé, la soubrette
- 1949 : Barry de Richard Pottier : Angelina Cavazza
- 1950 : La Beauté du diable de René Clair : la princesse
- 1951 : Ma femme est formidable d'André Hunebelle : Marguerite Rival
- 1951 : La nuit est mon royaume de Georges Lacombe : Louise Louveau
- 1952 : Violettes impériales de Richard Pottier : Eugénie de Montijo
- 1952 : Jocelyn de Jacques de Casembroot : Laurence
- 1955 : Les Grandes Manœuvres de René Clair : Gisèle Monnet
- 1955 : On ne badine pas avec l'amour de Jean Desailly : Rosette
- 1958 : Les Vignes du Seigneur de Jean Boyer : Gisèle Bourjeon
- 1958 : Le Secret du chevalier d'Éon de Jacqueline Audry : la marquise de Pompadour
- 1961 : Le Triomphe de Michel Strogoff de Viktor Tourjansky : l'impératrice
- 1963 : Germinal d'Yves Allégret : Madame Hennebau
- 1964 : L'Année du bac de Maurice Delbez et José-André Lacour : Madame Terrenoire
- 1965 : Les Deux Orphelines (Le due orfanelle) de Riccardo Freda : la comtesse de Linières
- 1966 : La Curée de Roger Vadim : Madame Sernet
- 1967 : Le Franciscain de Bourges de Claude Autant-Lara : Madame Magnol
- 1970 : L'Ardoise de Claude Bernard-Aubert : la femme de Bastien
- 1972 : Un flic de Jean-Pierre Melville : la femme de Paul
- 1972 : L'Assassinat de Trotsky (The Assassination of Trotsky) de Joseph Losey : Marguerite Rosmer
- 1990 : Équipe de nuit de Claude d'Anna : la mère

### Télévision
- 1968 : Au théâtre ce soir : Les Glorieuses d'André Roussin, mise en scène Pierre Dux, réalisation Pierre Sabbagh, Théâtre Marigny
- 1969 : Au théâtre ce soir : Le Deuxième Coup de feu de Robert Thomas, mise en scène de l'auteur, réalisation Pierre Sabbagh, Théâtre Marigny
- 1969 : Au théâtre ce soir : Un ami imprévu de Robert Thomas d’après Agatha Christie, mise en scène Roland Piétri, réalisation Pierre Sabbagh, Théâtre Marigny
- 1972 : Au théâtre ce soir : Double Jeu de Robert Thomas, mise en scène Jacques Charon, réalisation Pierre Sabbagh, Théâtre Marigny
- 1974 : Au théâtre ce soir : Candida de George Bernard Shaw, mise en scène Jean Desailly, réalisation Jean Royer, Théâtre Marigny
- 1977 : Au théâtre ce soir : L'Amour fou ou la première surprise d'André Roussin, mise en scène Michel Bertay, réalisation Pierre Sabbagh, Théâtre Marigny
- 1979 : Au théâtre ce soir : Tout dans le jardin d'Edward Albee d'après Giles Cooper, mise en scène Michel Bertay, réalisation Pierre Sabbagh, Théâtre Marigny
- 1979 : Les Enquêtes du commissaire Maigret, épisode : Maigret et la vieille dame de Stéphane Bertin Antenne 2 : Valentine Besson
- 1980 : Au théâtre ce soir : Homicide par prudence de Frédéric Valmain d'après Double Cross de John O'Hare, mise en scène Michel Bertay, réalisation Pierre Sabbagh, Théâtre Marigny
- 1997 : Cher menteur de Jérôme kilty, mise en scène Georges Wilson, réalisation (TV) Didier Fantan,Théâtre de la Madeleine

## Théâtre
- 1942 : Une jeune fille savait d'André Haguet, mise en scène Louis Ducreux, Théâtre des Bouffes Parisiens
- 1945 : L'Agrippa ou la folle journée d'André Barsacq, mise en scène André Barsacq, Théâtre de l'Atelier

### Compagnie Renaud-Barrault 1946-1968
- 1946 : Les Fausses Confidences de Marivaux, mise en scène Jean-Louis Barrault, Théâtre Marigny
- 1946 : Baptiste de Jacques Prévert & Joseph Kosma, mise en scène Jean-Louis Barrault, Théâtre Marigny
- 1947 : Les Fausses Confidences de Marivaux, mise en scène Jean-Louis Barrault, Théâtre des Célestins
- 1947 : Baptiste de Jacques Prévert & Joseph Kosma, mise en scène Jean-Louis Barrault, Théâtre des Célestins
- 1947 : La Fontaine de jouvence de Boris Kochno, mise en scène Jean-Louis Barrault, Théâtre Marigny
- 1947 : Le Procès d'après Franz Kafka, mise en scène Jean-Louis Barrault, Théâtre Marigny
- 1948 : L'État de siège d'Albert Camus, mise en scène Jean-Louis Barrault, Théâtre Marigny
- 1949 : La Seconde Surprise de l'amour d'Alfred de Musset, mise en scène Jean-Louis Barrault, Théâtre Marigny
- 1949 : Le Bossu de Paul Féval et Anicet Bourgeois, mise en scène Jean-Louis Barrault, Théâtre Marigny
- 1950 : La Répétition ou l'Amour puni de Jean Anouilh, mise en scène Jean-Louis Barrault, Théâtre Marigny
- 1951 : Lazare d'André Obey, mise en scène Jean-Louis Barrault, Théâtre Marigny
- 1951 : On ne badine pas avec l'amour d'Alfred de Musset, mise en scène Jean-Louis Barrault, Théâtre Marigny
- 1952 : La Répétition ou l'Amour puni de Jean Anouilh, mise en scène Jean-Louis Barrault, Théâtre des Célestins
- 1952 : Bacchus de Jean Cocteau, mise en scène Jean-Louis Barrault, Théâtre des Célestins
- 1953 : Occupe-toi d'Amélie de Georges Feydeau, mise en scène Jean-Louis Barrault, Théâtre des Célestins
- 1953 : Pour Lucrèce de Jean Giraudoux, mise en scène Jean-Louis Barrault, Théâtre Marigny
- 1955 : Volpone de Jules Romains et Stefan Zweig d’après Ben Jonson, mise en scène Jean-Louis Barrault, Théâtre Marigny
- 1955 : Intermezzo de Jean Giraudoux, mise en scène Jean-Louis Barrault, Théâtre Marigny, Théâtre des Célestins
- 1955 : La Cerisaie d'Anton Tchekhov, mise en scène Jean-Louis Barrault, Théâtre des Célestins
- 1955 : Le Chien du jardinier de Georges Neveux d'après Felix Lope de Vega, mise en scène Jean-Louis Barrault, Théâtre Marigny
- 1955 : Les Suites d'une course de Jules Supervielle, mise en scène Jean-Louis Barrault, Théâtre Marigny
- 1956 : Le Misanthrope de Molière, mise en scène Jean-Louis Barrault, Théâtre des Célestins
- 1956 : Le Chien du jardinier de Félix Lope de Vega, mise en scène Jean-Louis Barrault, Théâtre des Célestins
- 1957 : Amphitryon de Molière, mise en scène Jean-Louis Barrault, Festival de Bellac
- 1957 : Intermezzo de Jean Giraudoux, mise en scène Jean-Louis Barrault, Festival de Bellac
- 1957 : Le Château de Franz Kafka, mise en scène Jean-Louis Barrault, Théâtre Sarah Bernhardt
- 1957 : Madame Sans-Gêne de Victorien Sardou, mise en scène Pierre Dux, Théâtre Sarah Bernhardt
- 1958 : Le Soulier de satin de Paul Claudel, mise en scène Jean-Louis Barrault, Théâtre du Palais-Royal
- 1959 : La Vie parisienne de Jacques Offenbach, mise en scène Jean-Louis Barrault, Théâtre du Palais-Royal
- 1959 : La Petite Molière de Jean Anouilh, mise en scène Jean-Louis Barrault, Grand théâtre de Bordeaux, Odéon-Théâtre de France
- 1959 : Les Fausses Confidences de Marivaux, mise en scène Jean-Louis Barrault, Odéon-Théâtre de France
- 1959 : Baptiste pantomime-ballet de Jacques Prévert d'après Les Enfants du paradis, chorégraphie Jean-Louis Barrault, Odéon-Théâtre de France
- 1960 : Rhinocéros d'Eugène Ionesco, mise en scène Jean-Louis Barrault, Odéon-Théâtre de France
- 1960 : La Cerisaie d'Anton Tchekhov, mise en scène Jean-Louis Barrault, Odéon-Théâtre de France
- 1960 : Jules César de William Shakespeare, mise en scène Jean-Louis Barrault, Odéon-Théâtre de France
- 1961 : Le Viol de Lucrèce d'André Obey, mise en scène Jean-Louis Barrault, Odéon-Théâtre de France
- 1961 : Le Marchand de Venise de William Shakespeare, mise en scène Marguerite Jamois, Odéon-Théâtre de France
- 1961 : Amphitryon de Molière, mise en scène Jean-Louis Barrault, Odéon-Théâtre de France
- 1962 : Hamlet de William Shakespeare, mise en scène Jean-Louis Barrault, Odéon-Théâtre de France
- 1962 : La Révélation de René-Jean Clot, mise en scène Jean-Louis Barrault, Odéon-Théâtre de France
- 1962 : La nuit a sa clarté de Christopher Fry, mise en scène Jean-Louis Barrault, Odéon-Théâtre de France
- 1962 : La Vie parisienne de Jacques Offenbach, livret Henri Meilhac et Ludovic Halévy, mise en scène Jean-Louis Barrault, Odéon-Théâtre de France
- 1963 : Les Fourberies de Scapin de Molière, mise en scène Louis Jouvet, Odéon-Théâtre de France
- 1963 : La Double Inconstance de Marivaux, mise en scène Jean-Pierre Granval, Odéon-Théâtre de France
- 1963 : Tricoche et Cacolet d'Henri Meilhac et Ludovic Halévy, mise en scène Jacques Charon, Odéon-Théâtre de France
- 1963 : La Cerisaie d'Anton Tchekhov, mise en scène Jean-Louis Barrault, Odéon-Théâtre de France
- 1964 : Comme il vous plaira de William Shakespeare, mise en scène Jean-Pierre Granval, Odéon-Théâtre de France
- 1964 : Le Mariage de Figaro de Beaumarchais, mise en scène Jean-Louis Barrault, Odéon-Théâtre de France
- 1964 : Hamlet de William Shakespeare, mise en scène Jean-Louis Barrault, Odéon-Théâtre de France
- 1965 : La Provinciale d'Ivan Tourgueniev, mise en scène André Barsacq, Odéon-Théâtre de France
- 1965 : Le Mariage de Figaro de Beaumarchais, mise en scène Jean-Louis Barrault, Théâtre des Célestins
- 1966 : Va et vient de Samuel Beckett, mise en scène Jean-Marie Serreau, Odéon-Théâtre de France
- 1966 : Henry VI de William Shakespeare, mise en scène Jean-Louis Barrault, Odéon-Théâtre de France
- 1967 : Delicate Balance d'Edward Albee, mise en scène Jean-Louis Barrault, Odéon-Théâtre de France
- 1967 : La Tentation de saint Antoine d'après Gustave Flaubert, mise en scène Maurice Béjart, Odéon-Théâtre de France
- 1967 : Henry VI de William Shakespeare, mise en scène Jean-Louis Barrault, Théâtre de la Porte-Saint-Martin
- 1968 : Brève Rencontre & Nous dansions... de Noel Coward, mise en scène Jacques Mauclair, Théâtre Saint-Georges
- 1969 : Un ami imprévu d'Agatha Christie, mise en scène Roland Piétri, Comédie des Champs-Élysées
- 1970 : Double Jeu de Robert Thomas, mise en scène Jacques Charon, Théâtre Edouard VII

### Théâtre Hébertot1972-1975
- 1972 : Le Légume de Francis Scott Fitzgerald, mise en scène Jean-Pierre Grenier
- 1974 : L'Amour fou ou la première surprise d'André Roussin, mise en scène Michel Bertay

### Théâtre Édouard VII1976-1977
- 1976 : Dis-moi, Blaise d'après Blaise Cendrars, mise en scène Michel Bertay
- 1976 : Amphitryon 38 de Jean Giraudoux, mise en scène Jean-Laurent Cochet
- 1977 : Un ennemi du peuple de Henrik Ibsen, mise en scène Étienne Bierry

### Théâtre Marigny 1978
- 1978 : Le Cauchemar de Bella Manningham de Frédéric Dard, mise en scène Robert Hossein

### Théâtre de la Madeleine1980-2002
- 1980 : Siegfried de Jean Giraudoux, mise en scène Georges Wilson
- 1980 : La Mémoire courte d'Yves Jamiaque, mise en scène Jean-Luc Moreau
- 1981 : Arsenic et vieilles dentelles de Joseph Kesselring, mise en scène Jacques Rosny
- 1982 : Sodome et Gomorrhe de Jean Giraudoux, mise en scène Jean-François Prévand
- 1982 : La Dixième de Beethoven de Peter Ustinov, mise en scène Philippe Rondest
- 1983 : Les Serpents de pluie de Per Olov Enquist, mise en scène Lone Bastholm
- 1983 : L'Amour fou ou la première surprise d'André Roussin, mise en scène Michel Bertay
- 1984 : Les Œufs de l'autruche d'André Roussin, mise en scène Michel Bertay
- 1984 : Un otage de Brendan Behan, mise en scène Georges Wilson
- 1985 : Comme de mal entendu de Peter Ustinov, mise en scène Michel Bertay
- 1986 : Le Silence éclaté de Stephen Poliakoff, mise en scène Jean-Paul Roussillon
- 1987 : Les Pieds dans l'eau de Michel Lengliney, mise en scène Éric Civanyan
- 1988 : La Foire d'empoigne de Jean Anouilh, mise en scène Nicole Anouilh
- 1989 : Port-Royal d'Henry de Montherlant, mise en scène Raymond Gérôme
- 1990 : La Cerisaie d'Anton Tchekhov, mise en scène Jacques Rosny
- 1993 : Le Cardinal d'Espagne  d'Henry de Montherlant, mise en scène Raymond Gérôme
- 1994 : Le Bateau pour Lipaïa d'Alexeï Arbouzov, mise en scène Jean-Claude Penchenat & Samuel Bonnafil
- 1995 : Arsenic et vieilles dentelles de Joseph Kesselring, mise en scène Jacques Rosny, Théâtre de la Madeleine
- 2001 : La Maison du lac  d'Ernest Thompson, mise en scène Georges Wilson

## Distinctions
Valère et Desailly reçoivent le prix Saint-Simon 1997 pour leurs mémoires Un destin pour deux.
Lors de la 16e « Nuit des Molières », qui se tient le 1er avril 2002 au Théâtre Mogador, Jean Piat remet au couple Simone Valère-Jean Desailly un Molière d'honneur pour l'ensemble de leur carrière.

## Anecdote
Simone Valère faillit être l'épouse de Louis de Funès au cinéma et le choix se porta sur Claude Gensac.

## Publication
- Un destin pour deux, autobiographie de Simone Valère et Jean Desailly, avec la collaboration de Jean-Marc Loubier, Ramsay, 1996  (ISBN 9782841141128) (ouvrage ayant reçu le Prix Saint-Simon en 1997).